# Az Igazság Ligája: Két Földi válság
Az Igazság Ligája: Két Földi válság (eredeti cím: Justice League: Crisis on Two Earths) egész estés amerikai 2D-s számítógépes animációs film, amely eredetileg DVD-n jelent meg. A forgatókönyvet Dwayne McDuffie írta, Sam Liu és Lauren Montgomery rendezte, a zenéjét James L. Venable szerezte, a producer Bobbie Page.
Az Amerikai Egyesült Államokban 2010. február 23-án adták ki DVD-n.

## Cselekmény
A főhősök, Superman, Batman, Wonder Woman és a többi szuperhős ezúttal egy párhuzamos világban levő gonosztevőkel szállnak szembe, miután Lex Luthor segítséget kért tőlük. Csakhogy ő nem az általuk ismert Luthor, hanem egy másik Luthor, aki egy másik univerzumból menekült a Földre. Abban a világban, ahol ő él egy bűnözői csoport vette át az uralmat, amely a Bűn Szindikátusa névre hallgat. Luther a társaival együtt felmorzsolódott a küzdelmek során, amelyeket velük szemben folytattak, csak Luthor maradt az egyedüli hírmondó közülük, ezért kéri az Igazság Ligájától, hogy nyújtsanak segítséget. A szuperhős tagok segítenek is, de nemsokára megdöbbenve tapasztalják, hogy ellenfeleik, a Bűn Szindikátusa a saját, másik világbéli alteregóik.

## Szereposztás
| Szereplő           | Eredeti hang         | Magyar hang          |
| ------------------ | -------------------- | -------------------- |
| Superman           | Mark Harmon          | Megyeri János        |
| Batman             | William Baldwin      | Sótonyi Gábor        |
| Csodanő            | Vanessa Marshall     | Törtei Tünde         |
| Zöld lámpás        | Nolan North          | Welker Gábor         |
| Villám             | Josh Keaton          | Moser Károly         |
| Marsbéli fejvadász | Jonathan Adams       | Oberfrank Pál        |
| Ultraman           | Brian Bloom          | Varga Gábor          |
| Owlman             | James Woods          | Láng Balázs          |
| Super Woman        | Gina Torres          | Ősi Ildikó           |
| Power Ring         | Nolan North          | Fekete Zoltán        |
| Johnny Quick       | James Patrick Stuart | Karácsonyi Zoltán    |
| Lex Luthor         | Chris Noth           | Csík Csaba Krisztián |
| The Jester         | James Patrick Stuart | Seder Gábor          |
| Slade Wilson elnök | Bruce Davison        | Bardóczy Attila      |
| Rose Wilson        | Freddi Rogers        | Solecki Janka        |